# Невис (вулкан)
Пик Невис (англ. Nevis Peak) — дремлющий стратовулкан в центре острова Невис, Наветренные острова Вест-Индии. Высшая точка острова (985 м) находится на кальдере вулкана.
Последнее извержение вулкана было в доисторические времена, первое извержение произошло около 100 тыс. лет назад. Имеются фумарольные выходы и горячие источники на склонах острова (наиболее поздние появились в 1953 году и остаются активными), что свидетельствует о слабой вулканической активности. Внутренний кратер располагается на границе западного борта более раннего кратера. Небольшой вулканический купол находится внутри кратера, ещё четыре — на склонах вулкана.
На крутых частях склона пика Невиса вести сельское хозяйство невозможно, поэтому, хотя каждый клочок доступной земли на острове используется для выращивания сахарного тростника, большая часть флоры и фауны острова остаётся первозданной. В средней части вулкан покрыт сельвой, а на вершине находится туманный лес. В лесах обитает чешуйчатошейный и пёстрый земляной голубь, а также многочисленные интродуцированные в прошлом зелёные мартышки.
На гору возможно взойти пешком и, если вулкан не закрыт облаками, полюбоваться на Атлантический океан, Карибское море и расположенные рядом острова Малой Антильской дуги.